# 符号アルファベット
符号アルファベット（ふごうアルファベット）は、符号理論において、符号化によって得られる符号を構成するシンボルの集合のこと。実用上、ほとんどの場合ディジタル処理を前提とするので、符号アルファベットは {0,1} である。これらのシンボルの系列により、情報源アルファベットに対応する符号語の集合が得られる。